# Калкув (Мазовецьке воєводство)
Калкув (пол. Kałków) — село в Польщі, у гміні Цепелюв Ліпського повіту Мазовецького воєводства.
Населення — 246 осіб (2011).
У 1975-1998 роках село належало до Радомського воєводства.

## Демографія
Демографічна структура станом на 31 березня 2011 року:
|          | Загалом | Допрацездатний вік | Працездатний вік | Постпрацездатний вік |
| -------- | ------- | ------------------ | ---------------- | -------------------- |
| Чоловіки | 126     | 26                 | 85               | 15                   |
| Жінки    | 120     | 21                 | 62               | 37                   |
| Разом    | 246     | 47                 | 147              | 52                   |